# 清岡長煕
清岡長煕（きよおか ながてる、文化11年（1814年）2月30日 - 明治6年（1873年））は、江戸時代後期から明治時代にかけての公卿。
安政5年（1858年）、日米修好通商条約締結に反対し、廷臣八十八卿列参事件に参加した。明治維新後は京都学習院に奉職した。

## 官歴
- 文政10年（1826年）：文章得業生、従五位下、大膳大夫
- 天保元年（1830年）：従五位上
- 天保3年（1832年）：式部少輔
- 天保4年（1833年）：正五位下
- 天保7年（1836年）：従四位下
- 天保8年（1837年）：大内記
- 天保9年（1838年）：少納言
- 天保10年（1839年）：従四位上
- 天保11年（1840年）：侍従
- 天保13年（1842年）：正四位下、文章博士
- 弘化4年（1847年）：従三位
- 嘉永5年（1852年）：正三位
- 安政元年（1854年）：式部権大輔
- 安政2年（1855年）：学頭奉行
- 安政5年（1858年）：踏歌外弁

## 系譜
- 父：清岡長材
- 子：清岡長説